# Първенство на България по футбол 1933
Тази статия представя държавното първенство на България по футбол през сезон 1933 г.. Върху част от територията на Приморска Окръжна спортна област се създава Тунджанска Окръжна спортна област. Играе се по системата директни елиминации в един мач. При равенство се назначава допълнително време, а при ново равенство - мачът се преиграва на следващия ден на същото място. Финалът се играе в София. На победителят се връчва и Царската купа.

## Участници
Това са победителите от Окръжните спортни области:
| Варненска спортна област     | Шипченски сокол (Варна) |  |  |
| Шуменска спортна област      | няма представител       |  |  |
| Русенска спортна област      | Напредък (Русе)         |  |  |
| Търновска спортна област     | Чардафон (Габрово)      |  |  |
| Плевенска спортна област     | Левски (Плевен)         |  |  |
| Врачанска спортна област     | Ботев (Враца)           |  |  |
| Бдинска спортна област       | Мария Луиза (Лом)       |  |  |
| Софийска спортна област      | Левски (София)          |  |  |
| Рилска спортна област        | Борислав (Кюстендил)    |  |  |
| Пловдивска спортна област    | Парчевич (Пловдив)      |  |  |
| Хасковска спортна област     | Левски (Свиленград)     |  |  |
| Старозагорска спортна област | Борислав (Стара Загора) |  |  |
| Приморска спортна област     | Черноморец (Бургас)     |  |  |
| Тунджанска спортна област    | Слава (Ямбол)           |  |  |

## 1 кръг
| Шипченски сокол (Варна) | Чардафон (Габрово)  | 3:0       |  |
| Борислав (Кюстендил)    | Парчевич (Пловдив)  | 3:2       |  |
| Ботев (Ямбол)           | Черноморец (Бургас) | 1:0 прод. |  |
| Напредък (Русе)         | Мария Луиза (Лом)   | 3:0       |  |
| Борислав (Ст. Загора)   | Левски (Свиленград) | 1:0 прод. |  |
| Левски (Плевен)         | Ботев (Враца)       | 6:0       |  |
| Левски (София)          | почива              |           |  |

## 2 кръг – 1/4 финали
| Левски (София)          | Борислав (Кюстендил)  | 9:1 |  |
| Левски (Плевен)         | Напредък (Русе)       | 1:2 |  |
| Ботев (Ямбол)           | Борислав (Ст. Загора) | 5:1 |  |
| Шипченски сокол (Варна) | почива                |     |  |

## 3 кръг (1/2 финали)
| Левски (София)  | Ботев (Ямбол)           | 4:2 |  |
| Напредък (Русе) | Шипченски сокол (Варна) | 1:4 |  |

## Финал
| 3 октомври 1933, гр. София |     |                         |
|                            |     |                         |
| Левски (София)             | 3:1 | Шипченски сокол (Варна) |

Голмайстори: 1:0 Коста Жеков (12), 2:0 Асен Панчев (29), 2:1 Илия Булашев (36), 3:1 Асен Пешев (63)
- Левски: 1. Мазников, 2. Николов, 3. Христов, 4. Габровски, 5. Н. Димитров, 6. Ефремов, 7. Жеков, 8. Н. Лозанов, 9. М. Лозанов, 10. Пешев, 11. Панчев
- Шипченски сокол: 1. Здр. Янакиев, 2. Б. Нейков, 3. Вл. Капзамалов, 4. Л. Люцканов, 5. Ив. Георгиев, 6. Ст. Танев, 7. Ал. Коев, 8. Ив. Найденов, 9. Ил. Булашев, 10. П. Несторов, 11. Р. Булашев
- Стадион: АС-23 – 12 000 зрители

## Държавен първенец
Левски (София):
Ради Мазников, Никола Николов, Константин Ефремов, Александър Христов (капитан), Борислав Габровски, Никола Димитров, Коста Жеков, Никола Лозанов, Михаил Лозанов, Асен Пешев, Асен Панчев.